# Lepidorrhachis
Genre
Classification phylogénétique
Espèces de rang inférieur
- Lepidorrhachis mooreana

Lepidorrhachis est un genre de la famille des Arecaceae (Palmiers) comprenant une seule espèce Lepidorrhachis mooreana originaire de l'île de Lord Howe situé à l’est de l'Australie.

## Classification
- Famille des Arecaceae
  - Sous-famille des Arecoideae
    - Tribu des Areceae
      - Sous-tribu des Basseliniinae

## Espèces
- Lepidorrhachis mooreana (F.Muell.) O.F.Cook, J. Heredity 18: 408 (1927).